# Flussmützenschnecke
Die Flussmützenschnecke (Ancylus fluviatilis), auch Flussnapfschnecke genannt, ist die bekannteste und in Mitteleuropa einzige Art der Gattung Ancylus. Sie wird heute in die Familie der Tellerschnecken (Planorbidae) gestellt; früher wurde sie der inzwischen aufgelösten Familie "Ancylidae" zugeteilt. Sie kommt außer in Flüssen und anderen Fließgewässern auch auf felsigem oder steinigem Untergrund mancher Seen vor.

## Merkmale

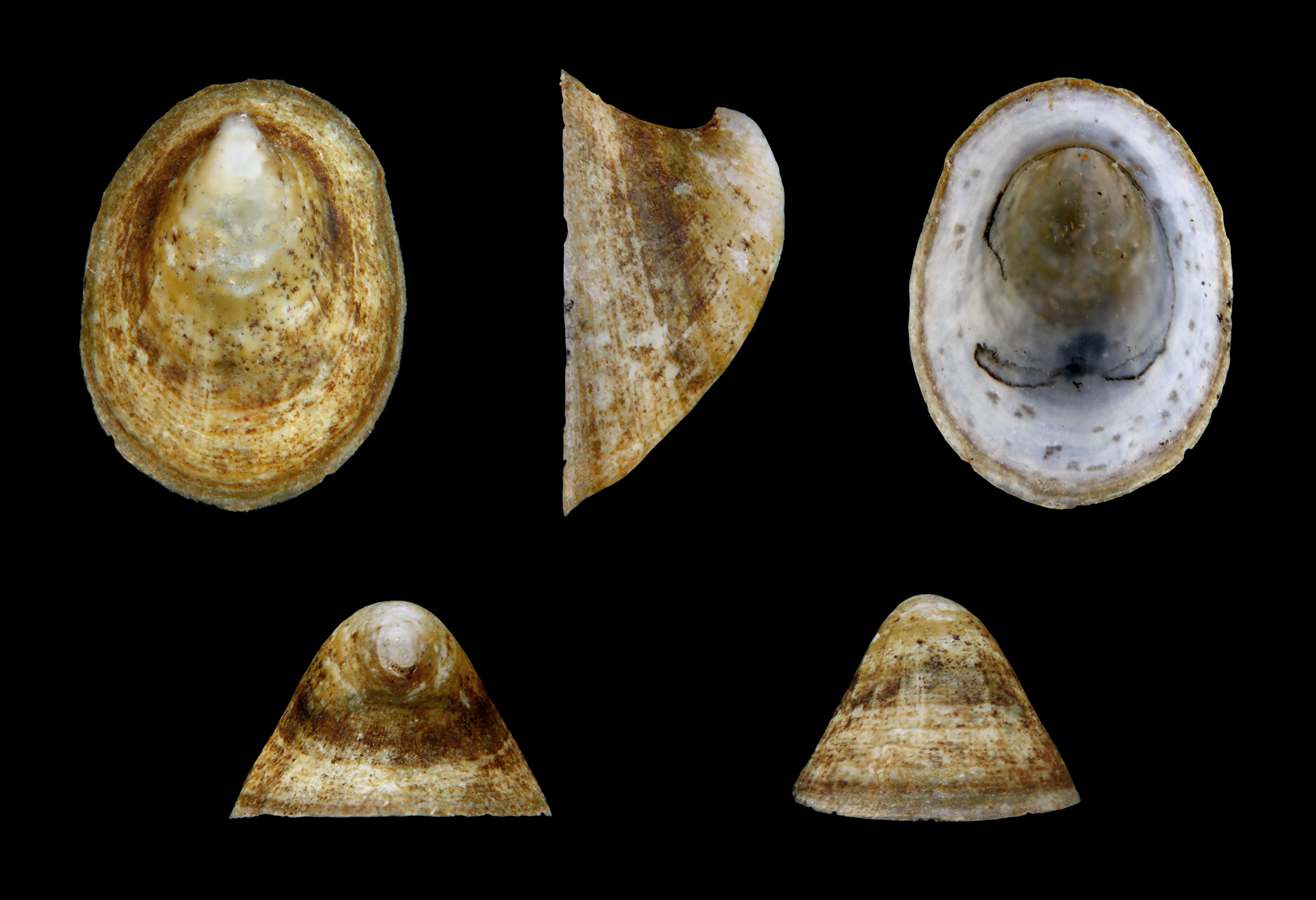
Schale von Ancylus fluviatilis

Morphologie: Die Flussmützenschnecke ist mit maximal 11 mm Schalenlänge (meist adult nur 5–8 mm) als Adulttier eine kleine bis mittelgroße, aber mancherorts häufige und allgemein verbreitete Wasserlungenschnecke (Basommatophora). Die größeren Formen (über 8 mm) kommen in Mitteleuropa nur in relativ kalkreichen Bächen mit optimaler Ernährungs- und Temperaturbedingungen (z. B. Nähe Bodensee) vor. Charakteristisch ist ihre napfförmige Schale mit leicht nach rechts-hinten gedrehter Spitze; der Apex der Schale zeigt grob skulpturierte Radiärrippen. Beim Schlüpfen messen die Tiere weniger als 1 mm Schalenlänge.
Karyologie: Gegenüber der Mehrzahl der übrigen napfförmigen Vertreter der Planorbidae zeichnet sich die Art durch eine erhöhte Chromosomenzahl aus. Während der haploide Chromosomensatz bei der Mehrzahl dieser Arten und Gattungen, soweit sie untersucht worden sind (speziell Rhodacmea cahawbensis, Laevapex fuscus; nicht bei Ferrissia-Arten) bei n=15-17 liegt, was innerhalb der Basisausstattung aller Wasserlungenschnecken (n=15-18) entspricht, liegt er für Ancylus fluviatilis bei n=30 (tetraploid, z. T. wurden auch n=60 (oktoploid) gemeldet).

## Ähnliche Arten
Die Flussmützenschnecke ähnelt oberflächlich betrachtet der Teichnapfschnecke. Diese ist jedoch anatomisch rechtsgewunden. Der Apex des Gehäuses zeigt demzufolge bei der Flussmützenschnecke nach hinten rechts, bei der Teichnapfschnecke nach hinten links.
Eine weitere Verwechslungsmöglichkeit, speziell von juvenilen Flussmützenschnecken, besteht mit der vielleicht aus Nordamerika, vielleicht aber auch aus anderen Regionen Europas eingeschleppten und traditionell als Ferrissia wautieri bezeichneten Art (die exakte Zuordnung und Benennung ist derzeit noch unklar). Diese Art hat, wie die Flussmützenschnecke, eine linksgewundene Schale, wird aber nur 3–4 mm lang, tendiert zu eher länglicherer Schale und bildet manchmal nach Trockenphasen ein Septum an der Schalenunterseite aus.

## Geographische Verbreitung und Artstatus
Die Art ist über große Teile West, Mittel-, Ost- und auch Nordeuropas (bis Südschweden, -norwegen, -finnland) verbreitet. Bei den in weiten Teilen des Mediterrangebiets (Iberische Halbinsel, Italien usw.) vorkommenden und nominell bislang ebenfalls mit Ancylus fluviatilis bezeichneten Formen handelt es sich nach molekulargenetischen Befunden um eigenständige Formen, denen mindestens der Verwandtschaftsstatus eigener Arten zusteht, die aber bislang nicht nomenklatorisch eigenständig bezeichnet sind. Daneben wird über Vorkommen dieser Formengruppe im nordöstlichen Afrika (küstennahe Gebiete von Marokko bis Tunesien, Hoggar-Gebirge in Algerien) sowie im Hochland von Äthiopien bis 2240 m Meereshöhe berichtet. Näheres vgl. auch unter der Gattung Ancylus.

## Ökologische Verbreitung
Die Schnecken kommen in sauerstoffreichen stehenden und fließenden Gewässern und auch in Karstquellen vor. Sie benötigten auf jeden Fall Hartsubstrat mit geeignetem (nicht zu geringem und nicht zu üppigem) Algenbewuchs, weshalb sie in Mitteleuropa insbesondere in Fließgewässern häufig sind, aber (in Nord- und Westeuropa sogar verbreitet) auch in Seen vorkommen. Im Gegensatz zu vielen anderen Süßwasserschnecken vertragen die Tiere auch basenarmes saures Milieu. Sie gelten in Deutschland mit einem Saprobienindex von 1,8 als Zeigerart für die Gewässergüteklasse II.
Südeuropäische, nordafrikanische und vorderasiatische Vertreter der Artengruppe können vermutlich bis zu einem gewissen Grad Austrocknungen der Gewässer durch Ausbilden einer Schutzschicht an der Unterseite der Schale überdauern; bei den mitteleuropäischen Formen ist dies nur eingeschränkt und kurzfristig durch starkes wassersparendes Festheften an den Steinuntergrund möglich.

## Lebensweise
Ernährung: Die Flussmützenschnecke ernährt sich von pflanzlichem Aufwuchs (Periphyton) und Detritus, wobei Kieselalgen, kleine Grünalgen, lokal auch Wasser-Flechten und andere Nahrungskomponenten aufgenommen und verdaut werden. Das Zerkleinern und Verdauen der Kieselalgen unterstützen die zahlreichen im Muskelmagen aufbewahrten Sandkörner, die über den Fressvorgang aufgenommen und gespeichert werden. Die Tiere konsumieren in den aktiven Fressphasen zwischen 1 und 5 % ihrer eigenen Körpermasse, legen aber immer wieder Fresspausen ein (s. folgenden Abschnitt).
Aktivität: Die Tiere bewegen sich über Gesteine, Geröll und Felsuntergrund, wobei sie in unregelmäßigem Abstand (ohne erkennbaren Tag-Nacht-Rhythmus) Ruhe- oder Aktivitätsphasen zeigen. Die oft viele Stunden dauernden Ruhephasen verbringen sie eher an der (vor Räubereinfluss geschützteren) Unterseite der Gesteine, während sie zum aktiven Abweiden der Nahrung in einem weitgehend ungerichteten Zufallsmuster über die Gesteine ziehen. Wo Nahrung in geeigneter Zusammensetzung und Dicke, die mit der Radula abraspelbar ist, vorliegt, verharren sie und weiden durch alternierende Kopfbewegungen bei gleichzeitig langsamem Vorwärtskriechen den Untergrund mehr oder weniger vollständig ab. Im Winterhalbjahr verharren die Tiere oft lange Zeit im Ruhezustand, der zugleich ein Zustand reduzierter Stoffwechselaktivität ist.
Ausbreitungsbiologie: Die unregelmäßigen Aktivitätsphasen mit Zeiten des unbeweglichen Verharrens und des intensiven Weidens an ernährungsmäßig günstigen Stellen dienen auch der Ausbreitung im Gewässer und dem Auffinden der vielfach fleckenhaft verteilten günstigen Kleinlebensräume. Hierdurch gelangt das Einzeltier im Laufe eines Jahres bis 1 m oder mehr vom Schlüpfort entfernt. Die Orientierung und Ausbreitung erfolgt offensichtlich zufällig; lediglich eine leichte Komponente einer Flussaufwärtsrichtung ist messbar. Die räumliche Ausbreitung entspricht damit dem Ausbreitungsprinzip einer Diffusion. Allerdings ist auch "Ferntransport" von Flussmützenschnecken bekannt geworden, speziell durch das zufällige Festheften an Füßen von Wasservögeln oder auch am Körper größerer flugfähiger Wasserkäfer. Die berühmteste Beobachtung über ein Festheften an Käfern ist die von Charles Darwin in seinem Buch „Die Entstehung der Arten“ (S. 386 der englischen Originalauflage). Diese Form der Ausbreitung ist langfristig (z. B. bei der Wiederbesiedlung ehemals vergletscherter Gebiete nach den Eiszeiten) die bedeutsamere gegenüber der diffusiven Nahausbreitung, die dafür der allmählichen Besiedlung eines größeren Gewässerabschnitts im Anschluss an eine lokale Erstbesiedlung dient.

## Fortpflanzungsbiologie
Die Flussmützenschnecke ist wie alle Wasserlungenschnecken zwittrig, wobei bei der Kopulation der eine Partner als Männchen, der andere als Weibchen fungieren kann. Auch übereinander liegende Kopulationsketten von vier bis fünf Tieren, bei denen das oberste nur als Männchen, das unterste nur als Weibchen und alle dazwischen sowohl als Männchen als auch als Weibchen fungieren, sind beschrieben worden.
Allerdings zeigten weitergehende Untersuchungen, dass in vielen Populationen eine ausgesprochene Tendenz zur Selbstbefruchtung vorliegt. Durch Messung polymorpher Allozymloci wurde gefolgert, dass nur 13 bis 15 % der Jungschnecken aus Fremdbefruchtung hervorgegangen waren und dass somit selbst bei äußerlichem Beobachten von Kopulationen vielfach mit der Verwendung des eigenen Spermas gerechnet werden muss. Die Fähigkeit zur Selbstbefruchtung ist prinzipiell ein Überlebensvorteil, da selbst Einzeltiere wieder eine Population aufbauen können.
Die Eier werden in Form mehrerer gallertiger Eikapseln zu je 1-10 Eiern (durchschnittlich um 5-7 Eier) im Abstand einiger Tage abgelegt. Der Beginn der Kopulation und Eiablage tritt meist ab einer Schalenlänge von 4 bis 5 mm auf. Nach der beginnenden Eiablage ist das Körperwachstum im Vergleich zum vorherigen Wachstum auf rund 1/5 der Wachstumsrate reduziert, geht aber immer noch weiter. Die Anzahl der Eier pro Kapsel hängt von der Größe des Adulttieres sowie vom Ernährungszustand ab. Die Gesamtzahl abgelegter Eier pro Adulttier ist stark variabel und beträgt im Maximum über 100 Eier. Eiablagen beginnen im Frühjahr ab einer Temperatur von 7 bis 10 °C.

## Paläontologie
Als Leitfossil im Bereich der heutigen Ostsee führte sie zur Benennung des Ancylussee.

## Weitere Literatur
- Peter Glöer: Die Tierwelt Deutschlands. Mollusca I Süßwassergastropoden Nord- und Mitteleuropas Bestimmungsschlüssel, Lebensweise, Verbreitung. 2. neubearb. Aufl., 327 S., ConchBooks, Hackenheim 2002 ISBN 3-925919-60-0